# Roque Santa Cruz
Roque Luis Santa Cruz Cantero (Asunción, 16. kolovoza 1981.) je paragvajski nogometaš koji trenutačno igra za paragvajski nogometni klub Olimpia Asunción i paragvajsku nogometnu reprezentaciju.

## Klupska karijera

### Olimpia
Santa Cruz je započeo svoju karijeru kad mu je bilo devet godina. Njegov prvi klub je bio Olimpia, gdje je ubrzo postao najbolji strijelac. Zbog svoje izvrsne igre Santa Cruz je dobio poziv od Luisa Cubillea. On je bio trener prve momčadi Olimpije. Santa Cruz je u dobi od petnaest godina otišao u prvu momčad, gdje je 27. srpnja 1998. debitirao protiv Cerro Porteño. S Olimpiom je Santa Cruz i osvojio Paragvajsku premijer diviziju 1998./99.

### Bayern München
Zbog svojih nastupa Santa Cruz je u 1999. otišao u njemački klub Bayern München. Ali je zbog konkurencije i ozljeda postigao u svojoj prvoj sezoni samo pet golova. Poslije nekoliko godina Santa Cruz je s Bayernom osvojio njemačku Bundesligu, UEFA Ligu prvaka i Interkontinentalni kup. Za Bayern je Santa Cruz igrao osam godina.

### Blackburn Rovers
28. srpnja 2007. Santa Cruz je za 3,5 milijuna eura otišao u Blackburn Rovers. Gdje je potpisao četverogodišnji ugovor. Prvi gol za Blackburn Rovers je zabio u prvoj utakmici u sezoni 2007./08. protiv Middlesbrougha. Poslije dvije godine u Blackburnu Santa Cruz je otišao u Manchester City.

### Manchester City
Santa Cruz je 21. lipnja 2009. za 17,5 milijuna eura prešao u Manchester City. 28. listopada 2009. je zabio svoj prvi gol za Manchester City protiv Scunthorpeu Carling kupu.

### Blackburn Rovers (posudba)
Na 14. siječnja 2011., Santa Cruz se vraća u Blackburn do kraja sezone 2010. – 2011.

## Reprezentativna karijera
Santa Cruz je debitirao za Paragvaj kada je imao 17 godina na Copa América. Bio je s Paragvajom na Svjetskom prvenstvu 2002., 2006. i 2010. Na kvalifikacije za Svjetsko prvenstvo 2006. Santa Cruz je imao ozljedu koljena, ali je bio spreman za prvu utakmicu Paragvaja na Svjetskom prventsvu 2006. 

## Privatni život
Santa Cruz je oženjen s Giselle Tavarelli od 2003. godine. Santa Cruz ima kćer Fiorellu i sina Tobiasa. Njegov mlađi brat Julio je također profesionalni nogometaš.

## Nagrade
Olimpia
- Paragvajska premijer divizija (2) : 1998., 1999.

Bayern München
- Bundesliga (5) : 1999./2000., 2000./2001., 2002./2003., 2004./2005., 2005./2006.
- DFB-Pokal (4) : 1999./2000., 2002./2003., 2004./2005., 2005./2006.
- UEFA Liga prvaka (1) : 2000./2001.
- FIFA Interkontinentalni kup (1) : 2001.
- DFB-Ligapokal (2) : 2000., 2004.

## Vanjske poveznice
- Roque Santa Cruz službena stranica (njemački)
- Roque Santa Cruz službena stranica  Arhivirana inačica izvorne stranice od 26. ožujka 2012. (Wayback Machine) (španjolski)
- Međunarodne statistike